# Comuna de Działoszyn
Działoszyn (polaco: Gmina Działoszyn) é uma gminy (comuna) na Polónia, na voivodia de Lodz e no condado de Pajęczański. A sede do condado é a cidade de Działoszyn.
De acordo com os censos de 2004, a comuna tem 12 967 habitantes, com uma densidade 107,5 hab/km².

## Área
Estende-se por uma área de 120,59 km², incluindo:
- área agricola: 61%
- área florestal: 28%

## Demografia
Dados de 30 de Junho 2004:
|                      | Total   | Total | Mulheres | Mulheres | Homens  | Homens |
| -------------------- | ------- | ----- | -------- | -------- | ------- | ------ |
|                      | pessoas | %     | pessoas  | %        | pessoas | %      |
| População            | 12 967  | 100   | 6489     | 50       | 6478    | 50     |
| Densidade (pop./km²) | 107,5   | 100   | 53,8     | 53,8     | 53,7    | 53,7   |

De acordo com dados de 2002, o rendimento médio per capita ascendia a 1456,67 zł.

## Comunas vizinhas
- Lipie, Pajęczno, Pątnów, Popów, Siemkowice, Wierzchlas